# 瑟姆河 (克拉斯诺亚尔斯克边疆区)

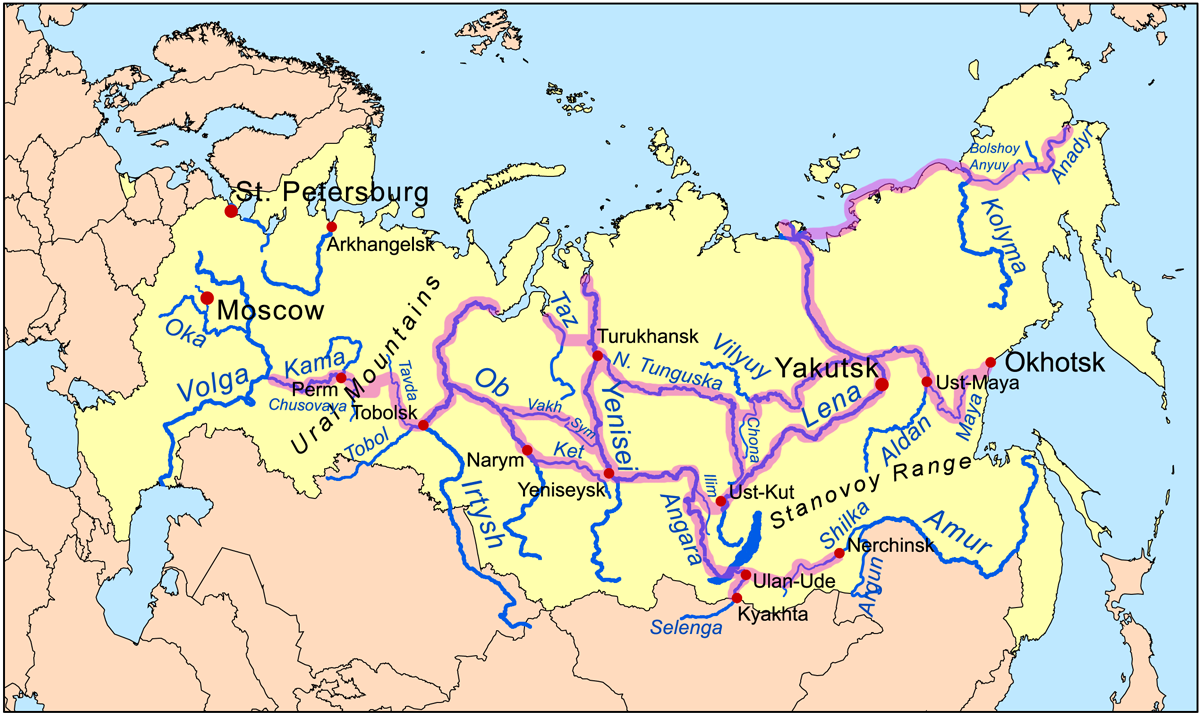
西伯利亞河道

瑟姆河是俄羅斯的河流，屬於葉尼塞河的左支流，由克拉斯諾亞爾斯克邊疆區負責管轄，河道全長694公里，流域面積31,600平方公里，河水主要來自融雪，每年十月至翌年四月結冰。
60°17′N 90°06′E / 60.283°N 90.100°E